# Bernardo V d'Armagnac
Bernardo d'Armagnac, in francese: Bernard V d'Armagnac (... – 1245 circa), fu conte d'Armagnac e di Fezensac, dal 1242 alla sua morte.

## Origine
Bernardo, secondo lo storico francese Jean de Jaurgain era il figlio secondogenito del conte d'Armagnac e di Fezensac, Gerardo V e della moglie di cui non si conoscono né il nome né gli ascendenti; anche le Europäische Stammtafeln, vol III cap. 3. 569 (non consultate) confermano la paternità di Gerardo V.
Gerardo V d'Armagnac, ancora secondo Jean de Jaurgain era il figlio secondogenito del visconte di Fezensac, Bernardo di Lomagne e di Geralda di Foix, che sempre secondo Jean de Jaurgain era figlia del conte di Foix, Ruggero III e della moglie Cecilia Trencavel, che era figlia del visconte di Carcassonne, d'Albi e di Béziers, Raimondo I Trencavel e della sua prima moglie, Adelaide, di cui non si conoscono gli ascendenti.
Invece, sia secondo i Documens historiques et généalogiques sur les familles et les hommes remarquables du Rouergue, che secondo Pierre de Guibours, detto Père Anselme de Sainte-Marie o più brevemente Père Anselme, Bernardo era l'unico figlio maschio del conte d'Armagnac e di Fezensac, Gerardo IV e di Mascarose, di cui non si conoscono gli ascendenti.
Gerardo IV d'Armagnac, sia secondo i Documens historiques et généalogiques sur les familles et les hommes remarquables du Rouergue, che secondo Père Anselme ed anche lo storico francese Jean de Jaurgain era il figlio primogenito del conte d'Armagnac e di Fezensac, Bernardo IV e di Stephanie o Etiennette.

## Biografia
Secondo Jean de Jaurgain, suo padre, Gerardo V, morì nel 1219 e gli succedette il figlio primogenito, suo fratello, Pietro Gerardo.
Secondo ancora Jean de Jaurgain, Pietro Gerardo era minorenne per cui lo zio paterno, Arnaldo Bernardo, che era presente quando suo fratello Gerardo V aveva reso omaggio al capitano generale dell'esercito Crociato nella crociata contro gli albigesi, Simone IV di Montfort, divenne suo tutore, impadronendosi dei titoli: infatti nel 1222, Arnaldo Bernardo viene citato come conte d'Armagnac e di Fezensac, e tenne il potere sino alla sua morte; essendo lo zio morto senza discendenza, Pietro Gerardo, nel 1226 entrò in possesso dei suoi titoli; anche Père Anselme conferma che Pietro Gerardo, nel 1226, assunse il titolo di conte d'Armagnac e di Fezensac, ma usurpandolo a Bernardo V, il figlio legittimo di Gerardo IV; il fatto è confermato anche dai Documens historiques et généalogiques sur les familles et les hommes remarquables du Rouergue.
Suo fratello, Pietro Gerardo, secondo Jean de Jaurgain, morì all'incirca nel 1242, senza discendenza legittima. 
Bernardo succedette a Pietro Gerardo, come Bernardo V, mentre secondo i Documens historiques et généalogiques sur les familles et les hommes remarquables du Rouergue e Père Anselme Bernardo V solo allora entrò in possesso dei suoi titoli e dei feudi.
Bernardo, sempre nel 1242, aderì ad un'alleanza, supportata dal re d'Inghilterra, Enrico III (sbarcato a Royan), con il Conte de La Marche, Ugo X di Lusignano, ed il conte di Tolosa, Raimondo VII, per combattere Alfonso di Poitiers, appoggiato dal fratello re di Francia, Luigi IX il Santo. Anche dopo la sconfitta, rimase legato ad Enrico III, che lo convocò a Bordeaux, nell'agosto del 1243.
Bernardo V morì nel 1245 circa; secondo Jean de Jaurgain, morì, senza discendenza, prima del 25 marzo 1246; mentre secondo i Documens historiques et généalogiques sur les familles et les hommes remarquables du Rouergue e Père Anselme Bernardo V morì, senza discendenza, nel 1245.
Secondo Jean de Jaurgain, gli succedette la nipote, Mascarose, figlia della sorella di Bernardo, anche lei di nome, Mascarose, sotto la reggenza del padre, Arnaldo Oddone, visconte di Lomagne; mentre per i Documens historiques et généalogiques sur les familles et les hommes remarquables du Rouergue e Père Anselme, gli succedette il cugino, Gerardo V, figlio di Ruggero, fratello di Gerardo IV.

## Discendenza
Bernardo V aveva sposato una donna di origine aragonese, di nome Agnese, di cui non si conoscono gli ascendenti e dalla quale non ebbe discendenza.

### Fonti primarie
- (LA)  Histoire Générale de Languedoc, Tome IV, Notess.
- (FR)  Histoire généalogique et chronologique de la maison royale de France, tomus III.
- (FR)  Documens historiques et généalogiques sur les familles et les hommes remarquables du Rouergue.

### Letteratura storiografica
- Charles Petit-Dutaillis, Luigi IX il Santo, in Storia del mondo medievale, vol. V, 1980, pp. 829–864
- (FR) La Vasconie, étude historique et critique, vol II, su 1886.u-bordeaux-montaigne.fr. URL consultato il 26 dicembre 2018 (archiviato dall'url originale il 15 dicembre 2018).